# 国際連合シリア監視団
国際連合シリア監視団（こくさいれんごうシリアかんしだん、英語: United Nations Supervision Mission in Syria ; UNSMIS）はシリア内戦における停戦監視の目的で2012年に設置された国際連合平和維持活動（PKO）のひとつ。

## 概説
2011年1月26日よりシリア・アラブ共和国で始まった反政府運動（シリア騒乱）が長期化・内戦化する中、2012年4月21日に国際連合安全保障理事会（安保理）が平和維持活動部隊の本隊を派遣する決議案を全会一致で採択し、設立された。
任務はシリア騒乱の全当事者によるあらゆる形態の暴力停止の監視、本隊は非武装の軍事要員最大300人で構成、派遣期間は7月20日までの90日間とされた。一時、情勢悪化により活動を停止したが、7月14日、150人以上が殺害されたとされるシリア中部の村タラムセ（Treimsa）の現場に調査に入り、「虐殺はシリア空軍によるもの」との分析結果をまとめた。派遣期限の7月20日、安保理は任期をさらに30日間延期する決議案を採択した。
再延長の動きがあったものの合意に至らず、内戦が続く中、活動期限の8月19日に解散、撤収した。